# Nebesna mehanika
Nebésna mehánika je veja astronomije, ki se ukvarja z gibanjem in vplivi težnosti na nebesna telesa. Temelji na fizikalnih načelih in za obravnavanje astronomskih teles, kot so zvezde in planeti, zgodovinsko uporablja orodja klasične mehanike. Njena mlajša podveja, astrodinamika (ali orbitalna mehanika) se ukvarja z opisom tirov umetnih satelitov in gibanjem raket ter drugih vesoljskih plovil.

## Zgodovinski pregled
Sodobna analitična nebesna mehanika se je začela z Newtonovim delom. Ukvarjanje človeka s problemi leg planetov in Lune sega 3000 ali več let v preteklost. Stari Grki so razpravljali o gibanjih na nebu in so predstavili več geometrijskih mehanizmov za prikaz gibanj planetov. Njihovi modeli so večinoma temeljili na kroženjih, katerih središče je bila Zemlja. Neodvisni tradicionalni filozofi so obravnavali fizikalne vzroke takšnih krožnih gibanj. Drugače pa v starem veku kinetičnih problemov niso kaj dosti proučevali niti niso našli kakšnih rešitev. Tedanje raziskovalce je v glavnem vodila njihova intuicija in so natačno opazovali ali analitično razmišljali premalo. Aristotel je ustvaril zelo subjektivno predstavo o poševnem metu in podobno je napačno sklepal za prosti pad teles, saj je dejal, da: »... padajo vsa telesa enakomerno, vendar železo hitreje od lesa.«
Med osebnostmi zgodnje grške astronomije izstopa predvsem Aristarh, ki je predlagal heliocentrični model Vesolja in poskušal izmeriti razdaljo med Zemljo in Soncem – današnjo astronomsko enoto. Za Aristarhovo heliocentrično sliko je bilo še prezgodaj, drugače pa so jo še pred njim predlagali Filolaj, Hiket, Ekfant in Heraklit Pontski. Leta 260 pr. n. št. je Aristarh pokazal, da se lahko gibanja nebesnih teles preprosto pojasni, če se vzame, da vsi planeti skupaj z Zemljo krožijo orog Sonca.
Ptolemaj je o astronomiji napisal več knjig. Med njimi je najpomembnejša Almagest iz leta 150, ki je bila za napovedi geometrijske astronomije aktualna še vsaj nadaljnjih 1400 let. Ptolemaj je izbral najboljše od astronomskih načel svojih grških predhodnikov, še posebej Hiparha. Kot zgleda jih je neposredno ali posredno združil s podatki in parametri, ki so jih priskrbeli babilonski in kaldejski astronomi. Čeprav se je Ptolemaj skliceval v glavnem na Hiparhovo delo, je verjetno avtor zamisli o ekvantih, matematično zamišljenih točkah, ki so rešile problem anomalističnega gibanja planetov, vendar ne tudi samega krožnega gibanja v celoti. Modeli z ekvanti so tudi izboljšali točnost predvidenih leg planetov. Čeprav je bil Ptolemajev model točnejši, je temeljil izključno na geometrijskih konstruktih in ne na fizikalnih vzrokih. Ptolemaj pravzaprav nebesne mehanike ni uporabljal. At-Tusi je Ptolemaja dopolnil z Evdoksovimi razmišljanji in je uvedel svojo vrsto modela, podobno ekvantom, ki je uporabljal at-Tusijeve pare, kjer je manjši krog krožil znotraj večjega kroga z dvakrat večjim polmerom od manjšega. At-Tusi je pred Kopernikom in Keplerjem v opisovanju gibanja planetov skupaj z Āryabhato I. dosegel Hiparha in Ptolemaja. Kopernik je kasneje uporabil at-Tusijeve pare pri reformulaciji matematične astronomije, drugače pa je bilo at-Tusijevo delo v Evropi komaj kaj znano.
Kepler je bil prvi, ki je povezal napovedovalno geometrijsko astronomijo, prevladujočo od Ptolemaja do Kopernika, s fizikalnimi pogledi. V svojem delu Nova astronomija (Astronomia nova), objavljenem leta 1609, je pojasnil svoj zakon o ravninah, ki ga je odkril leta 1602, in zakon o eliptičnem gibanju iz leta 1605. Njegovo delo je vodilo do sodobnih zakonov planetnih tirov, ki jih je razvil s svojimi fizikalnimi načeli in de Brahejevimi opazovanji planetov, še posebej Marsa. Keplerjev model je naprej povečal točnost napovedovanj leg in izračun gibanja planetov še pred Newtonovim odkritjem splošnega gravitacijskega zakona leta 1687.
Huygens je leta 1673 v svojem delu Horologium oscillatorium sive de motu pendularium prvič pokazal da ima točkasto telo, ki se enakomerno giblje po krožnici, zaradi krivega gibanja pospešek, usmerjen k središču krožnice, ki ga je imenoval centripetalni pospešek. Zanj je ugotovil, da je sorazmeren s kvadratom premočrtne hitrosti gibanja točke (tirne hitrosti) {\displaystyle v_{o}} in obratno sorazmeren s polmerom krožnice r:
{\displaystyle a_{r}={\frac {v_{o}^{2}}{r}}\,\!.}
Kmalu nato so Wren, Hooke in Halley neodvisno uporabili ta izrek za gibanje planetov in Zemlje s predpostavko, da so njihovi tiri krožni. Tako je {\displaystyle v_{o}=2\pi r/T\,\!}, kjer je T obhodni čas (siderska doba) planeta okrog Sonca. Zato je njihov radialni pospešek enak:
{\displaystyle a_{r}={\frac {4\pi ^{2}r}{T^{2}}}\,\!.}
S pomočjo 3. Keplerjevega zakona, iz katerega sledi:
{\displaystyle {\frac {r}{T^{2}}}={\frac {\mathrm {konst} }{r^{2}}}\,\!,}
so izpeljali centripetalni pospešek planeta:
{\displaystyle a_{r}={\frac {4\pi ^{2}\;\mathrm {konst} }{r^{2}}}\,\!,}
po katerem imajo vsi planeti v svoji vsaki legi pospešek, usmerjen proti Soncu, ki je obratno sorazmeren s kvadratom njihove razdalje od Sonca.
Newton je vpeljal zamisel, da je moč gibanje teles, kot so planeti, Sonce ali Luna, in gibanje teles na Zemlji, kot so topovske krogle ali padajoča jabolka, opisati z isto množico fizikalnih zakonov. V tem smislu je poenotil nebesno in zemeljsko dinamiko. Z Newtonovim splošnim gravitacijskim zakonom je preprosto izpeljati Keplerjeve zakone za krožne tire. Eliptični tiri zahtevajo zahtevnejše račune, ki jih je Newton vključil v svoja Matematična načela. Da bi Newton dokazal, da povzroča prosti pad na zemeljskem površju in Lunin centripetalni pospešek pri kroženju okrog Zemlje ista sila, je na eni strani izračunal pospešek prostega pada na razdalji Lune od Zemlje, ter na drugi strani centripetalni pospešek Lune, in ju primerjal. Galilei je pred tem odkril, da je pospešek prostega pada, oziroma težni pospešek, na površju Zemlje enak g = 9,81 m/s², in tudi zakon po katerem se ta pospešek zmanjšuje s kvadratom razdalje od središča Zemlje. Če označimo z r Zemljin polmer, z {\displaystyle g_{1}} pospešek prostega pada na razdalji Lune od Zemljinega težišča in z {\displaystyle r_{1}} to razdaljo, bo:
{\displaystyle {\frac {g}{g_{1}}}={\frac {r_{1}^{2}}{r^{2}}}\,\!.}
Če vzamemo da je r = 1, je potem približno {\displaystyle r_{1}=60}, in je na tej razdalji pospešek prostega pada enak:
{\displaystyle g_{1}={\frac {9,81}{3600}}=0,00273\;\mathrm {m/s^{2}} \,\!.}
Na drugi strani je tirna hitrost {\displaystyle v_{o}\!\,} Luninega gibanja po krožnem tiru okrog Zemlje, ki ga obkroži v času T, enaka:
{\displaystyle v_{o}={\frac {2\pi r_{1}}{T}}\,\!,}
in je, po Huygensovi enačbi, njen centripetalni pospešek okrog Zemlje enak:
{\displaystyle a_{r}={\frac {4\pi ^{2}r_{1}}{T^{2}}}\,\!.}
Ker je Lunina povprečna razdaja od Zemlje {\displaystyle r_{1}=384\cdot 10^{6}\mathrm {m} }, in njena siderska doba T = 27,3 dni, je njen centripetalni pospešek enak:
{\displaystyle a_{r}={\frac {4\pi ^{2}384\cdot 10^{6}}{(27,3\cdot 24\cdot 3600)^{2}}}=0,00273\;\mathrm {m/s^{2}} \,\!.}
Z dokazom, da sta pospeška enaka {\displaystyle g_{1}=a_{r}}, je Newton lahko potrdil svojo predpostavko.
Po Newtonu je Lagrange poskušal rešiti problem treh teles, analiziral stabilnost planetnih tirov in odkril obstoj Lagrangeevih točk. Lagrange je tudi na novo opredelil načela klasične mehanike, kjer je poudaril vpliv energije in manj sil, ter razvil metodo z eno enačbo s polarnimi koordinatami za opis poljubnega tira, tudi paraboličnega ali hiperboličnega. Njegova metoda je uporabna za računanje gibanja planetov, kometov in podobnih teles. V sodobnem času je postala uporabna tudi pri računanju poti (trajektorij) vesoljskih plovil. Takšna mehanika se po navadi imenuje analitična mehanika.
Newtonsko mehaniko so kritizirali Mach in drugi, vendar niso kaj dosti spremenili njene uporabe, ter tudi niso na novo osvetlili njenih temeljev. Einstein je s splošno teorijo relativnosti to res storil. Z novo teorijo je med drugim pojasnil sukanje Merkurjevega prisončja. Astronomi so tako spoznali, da newtonska mehanika ni točna v močnejših gravitacijskih poljih. Opis dvojnih pulzarjev ne zahteva le splošne teorije relativnosti in njihov razvoj dokazuje obstoj gravitacijskega valovanja, odkritja za katero so leta 1993 Hulseju in Taylorju podelili tudi Nobelovo nagrado za fiziko. Z neposrednim odkritjem gravitacijskega valovanja s pomočjo Observatorija za lasersko interferometrijo gravitacijskega valovanja (LIGO) leta 2015 se je začela nova veja znanosti – gravitacijska astronomija, uresničila pa se je tudi Einsteinova napoved obstoja gravitacijskega valovanja, za katerega obstoj Einstein ob napovedi ni bil prepričan, saj so pojavi povezani z gravitacijskim valovanjem zelo šibki. Zaradi dosežkov LIGO so Thorne, Weiss in Barish prejeli Nobelovo nagrado za fiziko 2017.

## Zgledi problemov
Na gibanje nebesnih teles brez dodatnih zunanjih sil kot je potisk rakete vpliva težnostni pospešek mas glede na druge mase. Poenostavitev je problem več teles, kjer se opazuje n krogelno simetričnih mas, integracija pospeškov pa se privede na seštevanje.
Zgledi:
- problem štirih teles: vesoljsko plovilo na poti do Marsa (za dele poleta je vpliv enega ali dveh teles zelo majhen, in gre dejansko za problem dveh ali treh teles,
- problem treh teles:
  - navidezni satelit,
  - vesoljsko plovilo na poti do Lagrangeevih točk, oziroma v mirovanju okrog njih.

V primeru kadar je n = 2 (problem dveh teles) je stanje dosti preprostejše kot za velike n. Uporablja se več določenih enačb, kjer so splošnejšem primeru obstajajo le numerične rešitve. Ta primer je uporabna poenostavitev, ki večkrat približno velja.
Zgledi:
- dvozvezdje, na primer Alfa Kentavra (približno enaki masi),
- dvojni asteroid, na primer 90 Antiopa (približno enaki masi).

Nadaljnja poenostavitev temelji na »standardnih predpostavkah astrodinamike«, kjer se med drugim privzame da je eno od teles, vrteče telo, veliko manjše od drugega osrednjega. Tudi ta poenostavitev je večkrat približno točna.
Zgledi:
- kroženje Osončja okrog središča krajevne Galaksije,
- kroženje planeta okrog Sonca,
- kroženje naravnega satelita okrog planeta,
- kroženje vesoljskega plovila okrog Zemlje, naravnega satelita ali planeta. V zadnjem primeru poenostavitev velja le pri že vtirjenem letu.

Poleg zgornjih poenostavitev je moč privzeti krožne tire, kjer so razdalja in tirna hitrost, ter potencialna in kinetična energija konstantne v času. Pomembni primeri kjer je izsrednost tira velika in zaradi tega takšne poenostavitve ne veljajo, so:
- tir pritlikavega planeta Pluton, e = 0,2488,
- Merkurjev tir, e = 0,2056,
- Hohmannov prenosni tir,
- let plovila s posadko Gemini 11,
- podorbitalni vesoljski poleti.

V vsakem primeru se lahko za večjo točnost vzame manj poenostavljena različica problema.

## Teorija motenj
Teorija motenj obsega matematične metode za približno reševanje problema, ki ga ni moč rešiti v strogem smislu. Metode so zelo podobne metodam numerične analize. Teorijo motenj so prvič uporabili pri drugače matematično nerešljivih problemih nebesne mehanike. To je bila Newtonova rešitev Luninega tira, ki se precej razlikuje od keplerskega, zaradi vzajemnega delovanje Zemljine in Sončeve težnosti.
Metode teorije motenj najprej obravnavajo izvirni problem vsaj tako poenostavljeno, da je problem točno rešljiv. V nebesni mehaniki je to po navadi opis gibanja po keplerski elipsi, ki je pravilen, če se obravnavata le dve gravitacijski telesi (na primer Zemlja in Luna), ali pa po krožnem tiru, ki je pravilen le v posebnem primeru gibanja dveh teles, vendar dovolj blizu praktične uporabe. V rešenem, oziroma poenostavljenem problemu, se upošteva motnja (na primer težnostnega privlaka tretjega telesa  – npr. Sonca), zaradi katere so začetni pogoji bližje realnemu stanju. Kot rezultat nastopijo manjše spremembe, ki jih je spet moč poenostaviti, in služijo kot popravki. Zaradi stalnih poenostavitev v vsakem koraku, popravki niso nikoli popolni, vendar je velikokrat že pri prvem koraku približna rešitev veliko boljša.
Koraki za iskanje popravkov se lahko nadaljujejo. Delno popravljeno rešitev se lahko ponovno uporabi za naslednji korak iskanja motenj in popravkov. Običajna težava metode je, da je po navadi postopoma zaradi popravkov nova rešitev veliko bolj zapletena in zaradi tega je vsak korak težavnejši. Newton je menda pri reševanju Luninega gibanja dejal: »Zaradi tega me je začela boleti glava.«
Takšna metoda, ki najprej začne s poenostavljenim opisom problema in postopoma išče nove popravke, je zelo uporabljano matematično orodje v znanosti in tehniki. Je naravna razširitev metode »ugani, preskusi in popravi«, ki se že od nekdaj uporablja pri številih.